# Ponderella bundoona
Ponderella bundoona là một loài chân đều trong họ Ponderellidae. Loài này được Wilson & Keable miêu tả khoa học năm 2004.